# Voyage au bout de l'esprit
Voyage au bout de l'esprit est un recueil français de romans et nouvelles de science-fiction de Robert Silverberg.
Paru aux éditions Omnibus en 1998 et d'un format de 904 pages, ce recueil regroupe une sélection de quatre romans et de huit nouvelles de l'auteur écrits entre 1971 et 1974.

## Liste des nouvelles

### Préface:Les Hauteurs secrètes
- Auteur : Jacques Goimard
- Situation dans le recueil : p. 1 à p. 22.
- Résumé :

### Le Temps des changements
- Titre original : A Time Of Changes
- Publication : 1971.
- Situation dans le recueil : p. 7 à 178.
- Traduction : Alain Dorémieux

### Le Livre des crânes
- Titre original : The Book of Skulls
- Publication : 1971
- Situation dans le recueil : p. 179 à 352.
- Traduction : Guy Abadia

### Dying inside
- Titre original : Dying Inside
- Publication :
- Situation dans le recueil : p.  353 à 52.
- Traduction : Christophe Claro

### L'Homme programmé
- Titre original : The Second Trip
- Publication :
- Situation dans le recueil : p. 525 à 696.
- Traduction : Bruno Martin

### (Moi+n) (Moi-n)
- Titre original : (Now + n, Now - n)
- Publication :
- Situation dans le recueil : p. 697 à 716.
- Traduction : Jacques Chambon

### Ce qu'il y avait dans le journal de ce matin
- Titre original : What We Learned from this Morning's Newspaper
- Publication :
- Situation dans le recueil : p. 717 à 732.
- Traduction : Jacques Chambon

### Quand nous sommes allés voir la fin du monde
- Titre original : When We Went to See the End of the World
- Publication :
- Situation dans le recueil : p. 733 à 744.
- Traduction : Michel Deutsch

### Breckenridge et le continuum
- Titre original : Breckenridge and the Continuum
- Publication :
- Situation dans le recueil : p. 745 à 772.
- Traduction : Bernard Ferry

### La Maison des doubles esprits
- Titre original : In the House of Double Minds
- Publication : 1974.
- Situation dans le recueil : p. 773 à 794.
- Traduction : Bernard Ferry

### Schwartz et les Galaxies
- Titre original : Schwartz Between the Galaxies
- Publication : 1974.
- Situation dans le recueil : p. 795 à 816.
- Traduction : Philippe R. Hupp et Didier Pemerle

### Né avec les morts
- Titre original : Born with the Dead
- Publication :
- Situation dans le recueil : p. 817 à 882.
- Traduction : Alain Dorémieux

### Le Dibbouk de Mazel Tov IV
- Titre original : The Dybbuk of Mazel Tov IV
- Publication :
- Situation dans le recueil : p. 883 à 900.
- Traduction : Didier Pemerle